# 日韦维尔
日韦维尔（法語：Giverville，法語發音：[ʒivɛʁvil]）是法国厄尔省的一个市镇，属于贝尔奈区。

## 地理
日韦维尔（49°11'45"N, 0°34'9"E）面积6.14 平方千米，位于法国诺曼底大区厄尔省，该省份为法国北部内陆省份，北起滨海塞纳省，西接奧恩省和卡爾瓦多斯省，南至厄尔-卢瓦省，东临瓦兹省、瓦兹河谷省和伊夫林省。
与日韦维尔接壤的市镇（或旧市镇、城区）包括：布瓦西朗贝维尔、巴佐克、略万地区埃普勒维尔、勒法夫里勒、莫尔桑、埃皮讷圣母村、勒梅尼勒圣让。
日韦维尔的时区为UTC+01:00、UTC+02:00（夏令时）。

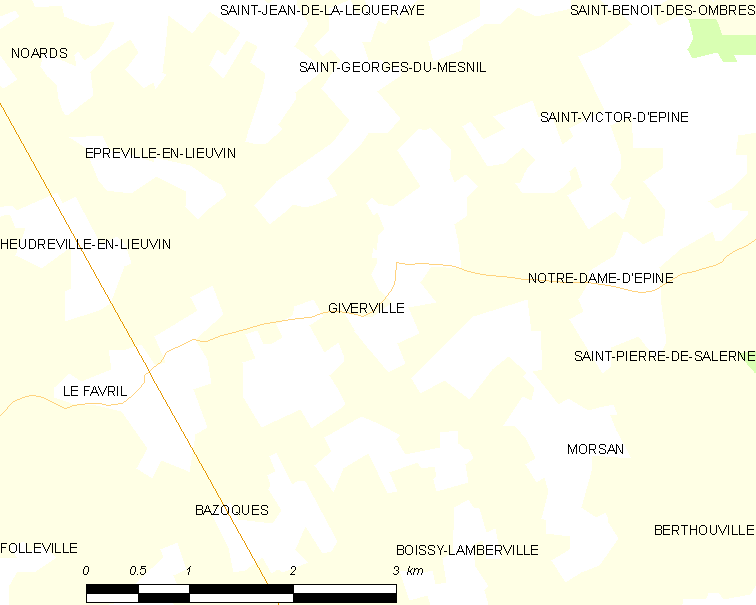
日韦维尔的OSM定位图

## 行政
日韦维尔的邮政编码为27560，INSEE市镇编码为27286。

## 政治
日韦维尔所属的省级选区为伯兹维尔县。

## 人口

1962-2008年间日韦维尔人口变化图示

日韦维尔于2022年1月1日时的人口数量为382人。